# San Felice del Benaco
San Felice del Benaco es un municipio italiano de 2.934 habitantes de la provincia de Brescia y se sitúa en las orillas del lago de Garda. El municipio nació en 1928, cuando el Gobierno unió los municipio de Portese y de San Felice di Scovolo.

## Lugares de interés
- La magnífica Isola del Garda (Isla del Garda), que pertenece a la noble familia Borghese Cavazza.

- Iglesia Parroquial de San Felice. Fue construida entre el 1740 y el 1781 por Antonio Corbellini, en estilo barroco y dedicada a los santos Felice, Adauto y Flavia. En esta iglesia destaca la Pala del Romanino, del siglo XVI, los frescos de Carlo Innocenzo Carloni y Giosuè Scotti (alrededor de 1760) y la Natività de Zenone Veronese en la sagrestia.

- Santuario del Carmine, iglesia del siglo XV, en San Felice, de estilo gótico. Fue realizada gracias a Ludovico III Gonzaga y a su hijo el cardinal Francesco.

- Palacio Rotingo, del siglo XVII: se halla en San Felice, en la calle via XX Settembre, número 11, y es la sede del ayuntamiento.

- Ex Monte de Piedad, del siglo XVII. Fue instituido en 1593 por Giacomo Pace, el cual quise que todos los pobres del pueblo pudieran disfrutar de ese Monte de Piedad sin pagar algún interés. En 1705 fue saqueado por los franceses y reconstruido entre 1665 y 1670.

- Iglesia Parroquial de Portese, dedicada a San Juan el Bautista. En el ábside se halla una pintura de Grazio Cossali que representa el nacimiento de San Juan. hay otras pinturas de Cesare Bortolotti y una estadua lignaria que representa la Virgen con el Niño del sieglio XVI.

- Iglesia de San Fermo: se halla en un promontorio frente a l’Isla del Garda, en el sitio donde se encontraba el castillo.

En esta iglesia, del siglo XV, se halla un fresco de San Fermo pintado por Giovanni da Ulma.

Iglesia parroquial

- Las ruinas del Castillo medieval.

### La Isla del Garda
Se trata de la isla más grande que se halla en el lago de Garda.
Esta isla, que fue habitada ya desde una época remota, fue donada por Federico II de Alemania al noble Biemino di Manerba, el cual la dio a Francisco de Asís para que pudiera llegar a ser un eremitorio, que permaneció hasta el 1770, cuando la Isla empezó ir de mano en mano hasta el 1870. En ese año la Isla fue comprada por el duque Gaetano De Ferrari de Génova. Su única hija se casó con el príncipe romano Scipione Borghese, que hizo construir un magnífico palacio en la isla entre el 1894 y el 1901.
Hoy en día la Isla del Garda la conocen con el nombre de “Isola Borghese” y pertenece a los heredes de los nobles romanos, la familia Cavazza.

## Evolución demográfica
| Gráfica de evolución demográfica de San Felice del Benaco entre 1861 y 2001 |
|                                                                             |
| Fuente ISTAT - elaboración gráfica de Wikipedia                             |